# Papež Evzebij
Sveti Evzebij,  papež (in  mučenec glej: Ocena) , Rimskokatoliške cerkve, * 3. stoletje n. št. † 21. oktober 309 na Siciliji (Italija, Rimsko cesarstvo). V Rimskokatoliški cerkvi god 17. avgust (prej 26. september). 

## Življenjepis
V njegovem času so se nadaljevali spori glede sprejema odpadlih v času Dioklecijanovega preganjanja. On je v nasprotju do svojega predhodnika Marcela, ki je zastopal izredno strogo stališče, predlagal milejše pogoje za sprejem. Vendar tudi to nekaterim ni bilo všeč in je zopet prišlo do nemirov, ki jih je vodil neki Heraklij. To je izkoristil cesar Maksencij kot pretvezo, da je tudi njega izgnal iz Rima kot njegovega predhodnika; prav tako je izgnal njegovega nasprotnika, tokrat na Sicilijo. Tako je njegov pontifikat trajal komaj štiri mesece, torej od 18. aprila do 17. avgusta 309. V izgnanstvu je Evzebij kmalu umrl. 
Papež Evzebij je krstil v Rimu poznejšega svetega škofa Evzebija iz Vercellija, ki mu je pri krstu dal tudi svoje ime.

## Smrt in češčenje
Evzebij je pokopan v Kalistovih katakombah v Rimu, tako kot njegov predhodnik Marcel I.. 
Damaz I. mu je dal vklesati na grob epitaf sestavljen iz 8 heksametrov. Tam je zapisano, da je bil mučenec, česar ni treba razumeti v strogem pomenu besede. Ko hvali odločnost in usmiljenost papeža, z ostrimi besedami graja njegove nasprotnike: zapeljevanje, nesloga, prevrat. 
Njegov god je 17. avgusta (prej 26. septembra); to je dan, ko je bil poslan v pregnanstvo.

### Ocena
- Ker je v nasprotju do predhodnika bil blag v odmerjanju pokore za odpadnike, je razdražil tiste, ki so zastopali večjo strogost. Zopet drugi so zahtevali vrnitev v Cerkev brez vsake pokore. Tako je zopet prišlo do nemirov; tudi on je bil pregnan.
- Zgodovinarji se strinjajo, da je vladal manj kot pol leta; umrl je 21. oktobra 309. Nekateri postavljajo njegovo vladanje v leto 309, drugi v 310. Po nekaterih pa je vladal v letu 309, medtem ko naj bi umrl v 310.
- Kmalu so ga začeli častiti kot svetnika, čeprav ni bil mučenec, ampak spoznavalec, ker je zaradi katoliške vere veliko preterpel ter tudi umrl v pregnanstvu.